# マッカーラ飛行場

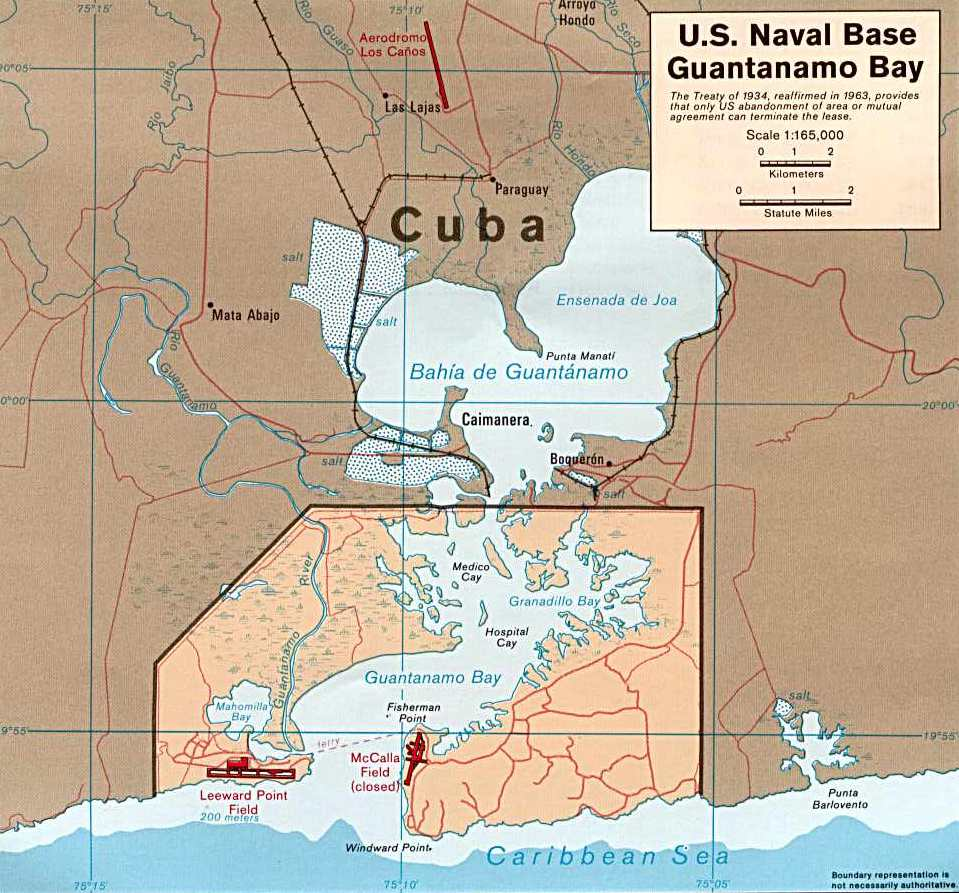
グァンタナモ湾の地図。区切られた地域がグァンタナモ米軍基地で、真ん中に記載されているのがマッカーラ飛行場

マッカーラ飛行場は、キューバのグアンタナモ湾に存在するグァンタナモ米軍基地内にあったアメリカ海軍の飛行場。飛行場の名前は、グアンタナモ湾の戦いを指揮したボウマン・H・マッカーラ海軍大将にちなんでいる。飛行場などの航空施設は1913年の海軍航空キャンプ設立時に建設された。現在見られる飛行場跡は、1941年に元の非舗装滑走路を拡大した時のものとなっている。 

## 施設

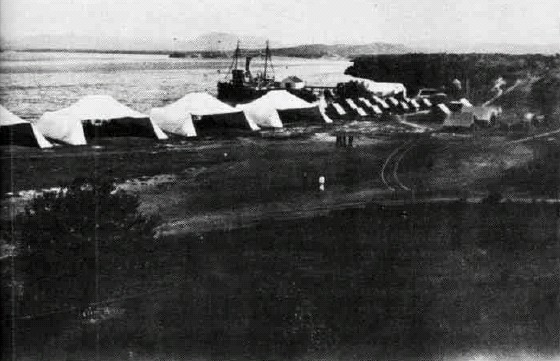
フィッシャーマンズ・ポイントからの航空施設（1913年）

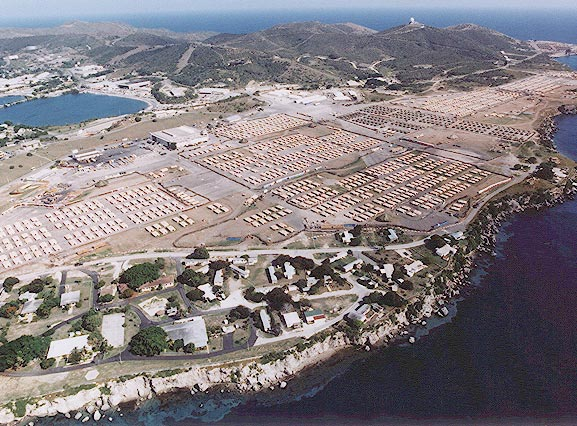
ハイチ難民のキャンプとなったマッカーラ飛行場

飛行場としては1970年代に閉鎖されたが、跡地はほぼそのまま残っており、1990年代から2007年までハイチ難民を収容するために使用された（ハイチ難民危機）。  
グァンタナモ米軍基地の飛行場機能は、湾の向かいに存在するリーワード・ポイント飛行場に移っている。 